# Чемпіонат світу з ралі
Чемпіонат Світу з Ралі (англ. WRC — World Rally Championship) — найпрестижніша світова серія змагань з ралі, які відбуваються щороку під егідою Міжнародної Автомобільної Федерації (ФІА). Зазвичай серія складається з 12 — 15 триденних етапів (гонок), які відбуваються на дорогах з різними типами покриття (гравій, ґрунт, асфальт, сніг, лід або їх комбінація). Кожний етап має 15 — 25 спеціальних ділянок (СД) траси, на яких відбувається головне змагання — на швидкість проходження цих СД. Переможцем етапу вважається екіпаж, який витратив найменшу кількість часу на проходження всіх СД за три дні змагань. Змагання серед автогонщиків і команд-виробників відбуваються одночасно з тією ж системою нарахування очок у класифікації за підсумками етапу.
Переможцями серії (тобто чемпіонами світу) стають екіпаж та команда, які набрали найбільшу суму очок протягом усієї річної серії змагань.
Одночасно з основними змаганнями на тих же трасах відбуваються змагання у двох додаткових групах: Чемпіонат світу з ралі для юніорів (англ. Junior World Rally Championship або JWRC) та Чемпіонат світу з ралі для серійних автомобілів (англ. Production Cars World Rally Championship або PCWRC). Учасники цих змагань стартують у гонці слідом за учасниками головного змагання.

## Загальна інформація
Підготовка до сезону починається за декілька місяців до старту першого етапу. Керуючий орган - ФІА (Міжнародна автомобільна федерація) - узгоджує маршрути, стадії та кінцевий порядок усіх етапів ралі по всьому світу і вручає копії регламенту учасникам.
На кожному ралі відводиться два дні на ознайомлення зі спецділянками та один день — для перевірки техніки. Основні змагання (ралі) проходять протягом трьох, дуже рідко чотирьох, днів та зазвичай складаються з 15-25 спецділянок.
Команди виробників (заводські команди) виставляють не менше двох автомобілів, і прибувають до місця проведення ралі як мінімум за тиждень до початку етапу для підготовки. Порядок старту автомобілів часто змінюється ФІА. Зазвичай у змаганнях беруть участь від 60 автомобілів, оскільки, крім заводських команд, також беруть участь приватні команди, учасники молодіжного чемпіонату світу на менш потужних автомобілях, місцеві автоспортсмени.

### Ознайомлення з трасою
Перед початком змагань водій і штурман знайомляться з трасами. Вони зазвичай проїжджають по спецділянках на звичайній машині у вівторок та середу перед змагальними днями. Саме тут штурман, винятково зі слів пілота, деталізує своїми записами особливості дороги (записує стенограму), безпосередньо яку він і буде читати пілоту під час гонки. Саме правильні записи штурмана, зі слів пілота під час ознайомлення, мають вирішальний вплив на результат проходження СД. По кожній спецділянці дозволяється проїхати не більше двох разів, при цьому швидкість руху обмежена рамками правил дорожнього руху.

### Спецділянки
Спецділянки являють собою відрізки трас, на яких екіпажі їдуть настільки швидко, наскільки це можливо, щоб показати найкращий час. Маршрут може проходити по дорогах з різноманітним покриттям: гравій, асфальт, сніг або лід. За винятком суперділянки (super special), маршрут гонки проходить по дорогах загального користування, які, природно, під час змагань закриті для решти транспорту. У типовому ралі близько 25 спецділянок, на проходження яких відведено 3 або 4 дні. Ділянки доріг, якими рухаються гоночні автомобілі між спецділянками, називаються дорожніми секціями. Кожного дня екіпажі проїжджають приблизно 150 км, де спецділянки складають близько третини. Довжина ділянок варіюється від 2 до 60 км, а час фіксується після кожної спецділянки з точністю до десятої долі секунди.

### Час
Автомобілі у WRC не змагаються безпосередньо один з одним. Головним визначаючим фактором переможця є час. Автомобілі в ралі стартують по черзі з інтервалом 2 хвилини згідно встановленого таймеру, яким і фіксується час проходження ділянки. Якщо екіпажі не стикаються з серйозними неполадками, то вони рідко зустрічаються один з одним на трасі. Після проходження усіх спецділянок, водій, який витратив на них найменший час, стає переможцем.

## Історія
Чемпіонати світу з ралі регулярно відбуваються з 1973 року.

## Правила і терміни проведення чемпіонату
Правила і терміни проведення чемпіонатів світу з ралі затверджуються і публікуються у спеціальних документах ФІА на кожний рік. До таких документів належать:
- Регламент чемпіонату світу з ралі
- Календар проведення змагань чемпіонату світу
- Форми заявок на участь (окремо для кожної категорій змагань — команд виробників, водіїв WRC, SWRC, PWRC та WRC Academy)
- Списки пілотів за пріоритетами (1, 2 та 3)

### Регламент чемпіонату світу з ралі
Регламент чемпіонату з будь-якої дисципліни автомобільного спорту складається відповідно до вимог Міжнародного спортивного кодексу ФІА та додатків до нього і є основним керівним документом для організаторів і учасників чемпіонату світу й окремих його етапів. У Регламенті чемпіонату світу з ралі зокрема визначаються:
- Загальні принципи і положення (терміни та визначення, офіційна мова та ін.)
- Офіційні особи чемпіонату
- Дозволені для участі автомобілі (клас, група)
- Правила визначення переможців і нарахування очок для кожної категорії учасників, а також умови їх участі в змаганнях (страховка, стартовий внесок, довідки про стан здоров'я та ін.), типова програма змагань, критерії пріоритетів пілотів та ін.
- Стандартні документи та графіки (легенда, картка відмітки часу та ін.)
- Вимоги та порядок страхування
- Вимоги щодо ідентифікації гоночних автомобілів (номери, імена пілотів, логотипи)
- Правила і місця розміщення реклами на автомобілях і спецодязі пілотів
- Організація руху і дотримання правил у процесі змагань (штрафи, пенальті та інші покарання за порушення)
- Процедура включення до числа учасників
- Порядок попереднього ознайомлення з трасою (реконесанс)
- Порядок перевірки техніки і обладнання на відповідність вимогам чинних нормативних документів ФІА.
- Правила проведення попереднього проїзду (шейкдаун)
- Організація системи контролю при проведенні гонки
- Організація і обладнання спеціальних (швидкісних) ділянок

а також порядок стартів, сервісу, організації закритих парків та інших питань організації та проведення змагань з ралі.

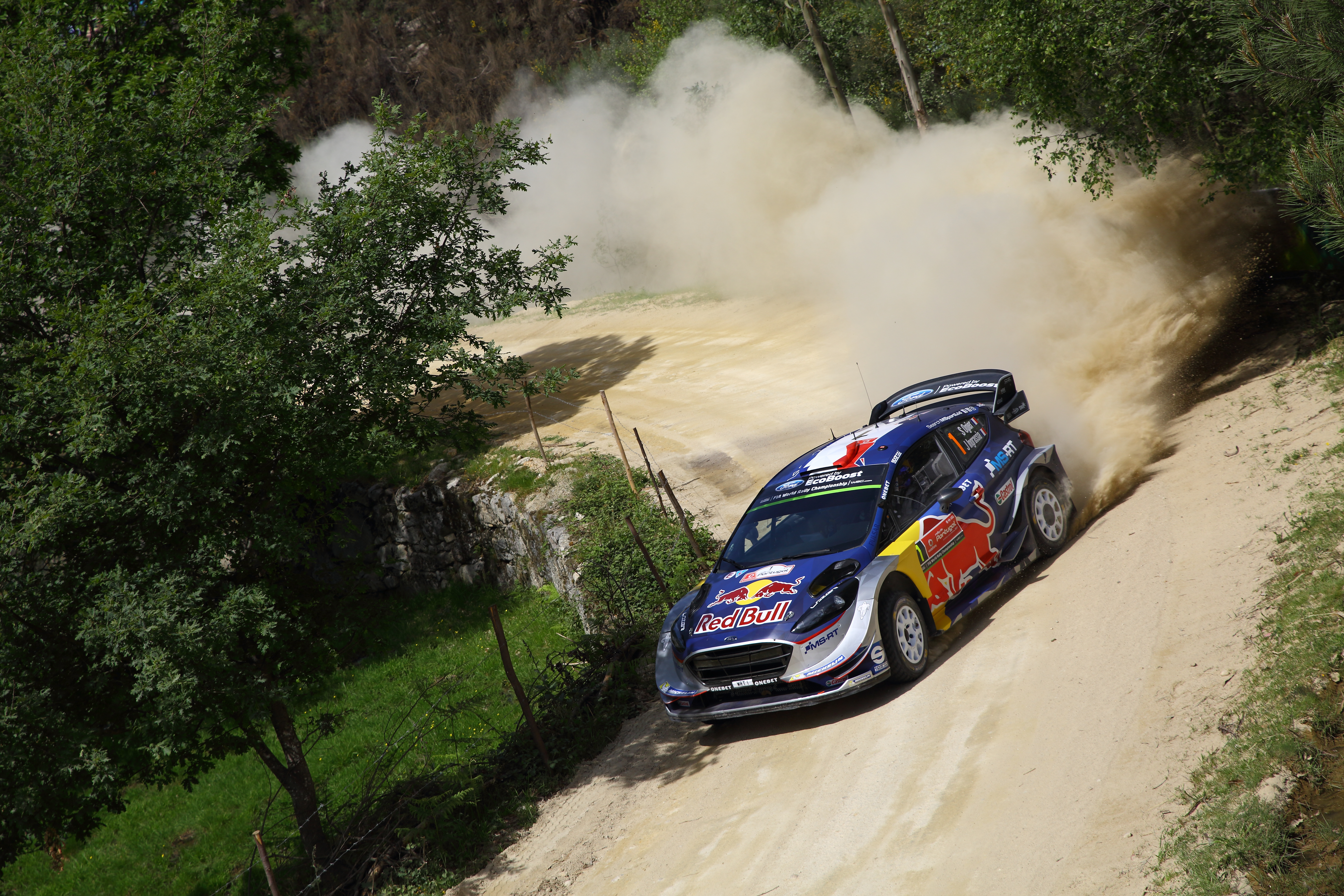
Ож'є за кермом Ford Fiesta WRC на ралі Португалії, 2017 р.

### Залік
Результати кожного з етапів ралі розраховуються Міжнародною Автомобільною Федерацією у двох заліках: пілотів і виробників. 
Водії отримують очки за такою схемою:
| Позиція | 1-й | 2-й | 3-й | 4-й | 5-й | 6-й | 7-й | 8-й | 9-й | 10-й |
| Очки    | 25  | 18  | 15  | 12  | 10  | 8   | 6   | 4   | 2   | 1    |

Також нараховуються додаткові очки за останню шоу-спецділянку ("Power-stage"):
| Позиція | 1-й | 2-й | 3-й | 4-й | 5-й |
| Очки    | 5   | 4   | 3   | 2   | 1   |

У залік виробників рахується сума очок, зароблених спільно їх екіпажами в заліку пілотів.

### Календар чемпіонату світу
Календар чемпіонату світу з ралі на наступний рік затверджується і публікується ФІА у кінці кожного року і містить таку інформацію:
- терміни проведення етапів чемпіонату світу
- місце проведення етапів чемпіонату світу.

Календар складається: по-перше, із врахуванням можливостей переїзду учасників з технікою на місце проведення наступного етапу; по-друге, виходячи з необхідності популяризації автоспорту на усіх континентах.

## Чемпіони
| Сезон | Пілоти-переможці  | Пілоти-переможці            |                       | Конструктори-переможці      | Конструктори-переможці   |
| Сезон | Пілот             | Автомобіль                  | Виробник- конструктор | Автомобіль                  |                          |
| ----- | ----------------- | --------------------------- | --------------------- | --------------------------- | ------------------------ |
| 2024  | Тьєррі Невіль     | Hyundai i20 N Rally1        | Toyota                | Toyota GR Yaris Rally1      |                          |
| 2023  | Калле Рованпера   | Toyota GR Yaris Rally1      | Toyota                | Toyota GR Yaris Rally1      |                          |
| 2022  | Калле Рованпера   | Toyota GR Yaris Rally1      | Toyota                | Toyota GR Yaris Rally1      |                          |
| 2021  | Себастьєн Ож'є    | Toyota Yaris WRC            | Toyota                | Toyota Yaris WRC            |                          |
| 2020  | Себастьєн Ож'є    | Toyota Yaris WRC            | Hyundai               | Hyundai i20 WRC             |                          |
| 2019  | Отт Тянак         | Toyota Yaris WRC            | Hyundai               | Hyundai i20 WRC             |                          |
| 2018  | Себастьєн Ож'є    | Ford Fiesta WRC             | Toyota                | Toyota Yaris WRC            |                          |
| 2017  | Себастьєн Ож'є    | Ford Fiesta WRC             | M-Sport               | Ford Fiesta WRC             |                          |
| 2016  | Себастьєн Ож'є    | Volkswagen Polo R WRC       | Volkswagen            | Volkswagen Polo R WRC       |                          |
| 2015  | Себастьєн Ож'є    | Volkswagen Polo R WRC       | Volkswagen            | Volkswagen Polo R WRC       |                          |
| 2014  | Себастьєн Ож'є    | Volkswagen Polo R WRC       | Volkswagen            | Volkswagen Polo R WRC       |                          |
| 2013  | Себастьєн Ож'є    | Volkswagen Polo R WRC       | Volkswagen            | Volkswagen Polo R WRC       |                          |
| 2012  | Себастьян Льоб    | Citroën DS3 WRC             | Citroën               | Citroën DS3 WRC             |                          |
| 2011  | Себастьян Льоб    | Citroën DS3 WRC             | Citroën               | Citroën DS3 WRC             |                          |
| 2010  | Себастьян Льоб    | Citroën C4 WRC              | Citroën               | Citroën C4 WRC              |                          |
| 2009  | Себастьян Льоб    | Citroën C4 WRC              | Citroën               | Citroën C4 WRC              |                          |
| 2008  | Себастьян Льоб    | Citroën C4 WRC              | Citroën               | Citroën C4 WRC              |                          |
| 2007  | Себастьян Льоб    | Citroën C4 WRC              | Ford                  | Ford Focus WRC RS 07        |                          |
| 2006  | Себастьян Льоб    | Citroën Xsara WRC           | Ford                  | Ford Focus WRC RS 06        |                          |
| 2005  | Себастьян Льоб    | Citroën Xsara WRC           | Citroën               | Citroën Xsara WRC           |                          |
| 2004  | Себастьян Льоб    | Citroën Xsara WRC           | Citroën               | Citroën Xsara WRC           |                          |
| 2003  | Петер Сольберґ    | Subaru Impreza WRC 03       | Citroën               | Citroën Xsara WRC           |                          |
| 2002  | Маркус Гронхольм  | Peugeot 206 WRC             | Peugeot               | Peugeot 206 WRC             |                          |
| 2001  | Річард Бернс      | Subaru Impreza WRC 01       | Peugeot               | Peugeot 206 WRC             |                          |
| 2000  | Маркус Гронхольм  | Peugeot 206 WRC             | Peugeot               | Peugeot 206 WRC             |                          |
| 1999  | Томі Мякінен      | Mitsubishi Lancer Evolution | Toyota                | Toyota Corolla WRC          |                          |
| 1998  | Томі Мякінен      | Mitsubishi Lancer Evolution | Mitsubishi            | Mitsubishi Lancer Evolution |                          |
| 1997  | Томі Мякінен      | Mitsubishi Lancer Evolution | Subaru                | Subaru Impreza WRC          |                          |
| 1996  | Томі Мякінен      | Mitsubishi Lancer Evolution | Subaru                | Subaru Impreza 555          |                          |
| 1995  | Колін МакРей      | Subaru Impreza 555          | Subaru                | Subaru Impreza 555          |                          |
| 1994  | Дідьє Оріоль      | Toyota Celica Turbo 4WD     | Toyota                | Toyota Celica Turbo 4WD     |                          |
| 1993  | Юха Канкунен      | Toyota Celica Turbo 4WD     | Toyota                | Toyota Celica Turbo 4WD     |                          |
| 1992  | Карлос Сайнс      | Toyota Celica Turbo 4WD     | Lancia                | Lancia Delta HF Integrale   |                          |
| 1991  | Юха Канкунен      | Lancia Delta Integrale 16V  | Lancia                | Lancia Delta Integrale 16V  |                          |
| 1990  | Карлос Сайнс      | Toyota Celica GT-Four       | Lancia                | Lancia Delta Integrale 16V  |                          |
| 1989  | Масімо Бьясіон    | Lancia Delta Integrale      | Lancia                | Lancia Delta Integrale      |                          |
| 1988  | Масімо Бьясіон    | Lancia Delta Integrale      | Lancia                | Lancia Delta Integrale      |                          |
| 1987  | Юха Канкунен      | Lancia Delta HF 4WD         | Lancia                | Lancia Delta HF 4WD         |                          |
| 1986  | Юха Канкунен      | Peugeot 205 Turbo 16        | Peugeot               | Peugeot 205 Turbo 16        |                          |
| 1985  | Тімо Салонен      | Peugeot 205 Turbo 16        | Peugeot               | Peugeot 205 Turbo 16        |                          |
| 1984  | Стіг Бломквіст    | Audi Quattro                | Audi                  | Audi Quattro                |                          |
| 1983  | Ханну Міккола     | Audi Quattro                | Lancia                | Lancia Rally 037            |                          |
| 1982  | Вальтер Рьорль    | Opel Ascona 400             | Audi                  | Audi Quattro                |                          |
| 1981  | Арі Ватанен       | Ford Escort RS1800          | Talbot                | Talbot Sunbeam Lotus        |                          |
| 1980  | Вальтер Рьорль    | Fiat 131 Abarth             | Fiat                  | Fiat 131 Abarth             |                          |
| 1979  | Бьйорн Валдегаард | Ford Escort RS1800*         | Ford                  | Ford Escort RS1800          |                          |
| 1978  | Маркку Ален       | Fiat 131 Abarth**           | Fiat                  | Fiat 131 Abarth             |                          |
| 1977  | Сандро Мунарі     | Lancia Stratos HF           | Fiat                  | Fiat 131 Abarth             |                          |
| 1976  | не визначався     | -                           | Lancia                | Lancia Stratos HF           |                          |
| 1975  | не визначався     | -                           | Lancia                | Lancia Stratos HF           |                          |
| 1974  | не визначався     | -                           |                       | Lancia                      | Lancia Stratos HF        |
| 1973  | не визначався     |                             |                       | Alpine Renault              | Alpine Renault A110 1800 |

1. ↑  Неофіційний чемпіон світу. У 1978 переможець мав статус «Володар кубка ФІА для пілотів»
2. ↑  Неофіційний чемпіон світу. У 1977 переможець мав статус «Володар кубка ФІА для пілотів»

## Цікаве
Ралі свого часу викликало соціальну цікавість, свідченням чого може слугувати створена відеогра  Colin Mcrae Rally, де було використано імена 20 учасників чемпіонату 1998 року.